# サン・ブラス (マドリード)
サン・ブラス （San Blas）は、スペイン、マドリードの区。

## 概要
北をオルタレサ、バラハス、東をサン・フェルナンド・デ・エナーレス、コスラーダ、南をビカルバロ、西をシウダー・リネアルと接する。以下の8つの地区で構成される。
- 201 - シマンカス
- 202  - エリン
- 203 - アンポスタ
- 204 - アルコス
- 205 - ロサス
- 206 - レハス
- 207 - カニリェハス
- 208 - サルバドール

カニリェハスは1949年にマドリードに編入するまでは、マドリード県内有数の古い町だった。サン・ブラスの区名にカニリェハスの名を加え、サン・ブラス＝カニリェハスに変更するという案が区議会の全会一致で出されたが、2009年10月に退けられた。